# Matthias Kaschig
Matthias Kaschig (* 13. Dezember 1976 in Freiburg im Breisgau) ist ein deutscher Theaterregisseur.
Nach mehreren Regiehospitanzen gründete er in Freiburg eine Theatergruppe, studierte Regie am Institut für Schauspieltheater-Regie an der Universität Hamburg und assistierte am Staatstheater Stuttgart.
Seit 2004 arbeitet er als freier Regisseur. Er inszeniert unter anderem am Deutschen Theater Berlin, am Theater Bonn, am Schauspiel Essen, am Volkstheater München, am Staatstheater Mainz, am Volkstheater Wien, am Theater Bremen, am Staatstheater Oldenburg, sowie an den Stadttheatern Bern und Luzern.
Für seine Inszenierung von Lukas Bärfuss‘ Parzival am Konzerttheater Bern war er in der Kritikerumfrage der Fachzeitschrift Theater heute 2011 als bester Nachwuchsregisseur nominiert, im darauffolgenden Jahr war er für die Inszenierung Triumph der Liebe, ebenfalls am Konzerttheater Bern, erneut nominiert.
Als Gastdozent war er 2013 an der Universität der Künste Berlin und mit Beginn der Intendanz von Erich Sidler war Matthias Kaschig bis 2017 Hausregisseur am Deutschen Theater Göttingen.
2018 absolvierte er die Weiterbildung für Theater- und Musikmanagement an der Ludwig-Maximilians-Universität München in Kooperation mit dem Deutschen Bühnenverein und der Theaterakademie August Everding.

## Inszenierungen
- 2002: Koltès: Roberto Zucco, Kampnagel Hamburg
- 2002: Lessing: Sara Sampson, Stadttheater Oberhausen
- 2004: Marivaux: Der Streit, Theater der Stadt Bonn
- 2004: Matthias Kaschig: Das Münchhausen – Syndrom, Landestheater Linz
- 2004: Nick Hornby: Nipple Jesus, Staatstheater Stuttgart
- 2004: Tim Crouch: Mein Arm, Nationaltheater Mannheim
- 2005: Schiller: Kabale und Liebe, Theater der Stadt Bonn
- 2005: Simon Stephens: Port, Volkstheater München
- 2006: Edward Albee: Wer hat Angst vor Virginia Woolf, Theater Bremen
- 2006: Gerhard Meister: Der Entenfreund, Theater Osnabrück
- 2006: Jenny Erpenbeck: Katzen haben sieben Leben, Theater Bremen
- 2007: Astrid Lindgren: Ronja Räubertochter, Schauspiel Essen
- 2007: Johannes Schrettle: Wie ein Leben zieht mein Koffer an mir vorüber, Theater Osnabrück
- 2007: John Webster/Rebekka Kricheldorf: Weiße Teufel, Theater Bonn
- 2007: Lessing: Emilia Galotti, Schauspiel Essen
- 2008: Witold Gombrowicz: Yvonne, die Burgunderprinzessin, Stadttheater Bern
- 2008: Sathyan Ramesh: Die ganzen Wahrheiten, Theater Osnabrück
- 2008: Shakespeare: Romeo und Julia, Theater Osnabrück
- 2009: Molière: Tartuffe, Stadttheater Bielefeld
- 2009: Roland Schimmelpfennig: Der goldene Drache, Theater der Stadt Bern
- 2009: Tom Waits: Georg Büchner: Woyzeck, Theater der Stadt Bern
- 2010: Carl Zuckmayer: Der Hauptmann von Köpenick, Stadttheater Bielefeld
- 2010: Lukas Bärfuß (nach Wolfram von Eschenbach): Parzival, Theater der Stadt Bern
- 2010: Simon Stephens: Punk Rock, Staatstheater Mainz
- 2010: Tennessee Williams: Die Glasmenagerie, Theater Bremen
- 2011: David Lindemann: Getränk Hoffnung (Werkstattinszenierung), Deutsches Theater Berlin
- 2011: Guus Kuijer: Wir alle für immer zusammen, Theater Bremen
- 2011: Marivaux: Triumph der Liebe, Stadttheater Bern
- 2011: Thomas Vinterberg u. Mogens Rukov: Das Fest und das Begräbnis, Deutsches Theater Göttingen
- 2012: Friedrich Dürrenmatt: Der Richter und sein Henker, Stadttheater Bern
- 2012: Odön von Horváth: Glaube Liebe Hoffnung, Stadttheater Bern
- 2012: Waits, Wilson, Burroughs: Black Rider, Theater Bonn
- 2013: Hartmut Musewald: Verpiss dich gewiss, Schauspiel Essen
- 2013: Ken Kesey: Einer flog über das Kuckucksnest, Theater Heidelberg
- 2014: Mark Haddon, Simon Stephens: Supergute Tage, Volkstheater Wien
- 2014: Rebekka Kricheldorf: Rosa und Blanca, Theater im Marienbad
- 2014: William Shakespeare: Ein Sommernachtstraum, Deutsches Theater Göttingen
- 2015: Mike Kenny: Nachtgeknister (Electric Darkness), Theater im Marienbad
- 2015: Rebekka Kricheldorf: Alltag & Ekstase, Staatstheater Oldenburg
- 2016: Friedrich Dürrenmatt: Romulus der Große, Deutsches Theater Göttingen
- 2016: Olivier Nakache, Éric Toledano: Ziemlich beste Freunde, Casinotheater Winterthur
- 2016: Roel Adam: Die Tanten, Oldenburgisches Staatstheater
- 2016: Stefano Massini: Lehman Brothers, Luzerner Theater
- 2017: Friedrich Hebbel: Judith, Deutsches Theater Göttingen
- 2017: Jennifer Haley: Die Netzwelten, Oldenburgisches Staatstheater
- 2017: Clemens J. Setz: Vereinte Nationen, Deutsches Theater Göttingen
- 2017: Alan Ayckbourn: Das Rätsel der Gestohlenen Stimmen, Theater Trier
- 2019: Rebekka Kricheldorf: Das Haus auf Monkey Island, Staatstheater Oldenburg
- 2019: Heinrich von Kleist: Michael Kohlhaas, Theater im Marienbad, Freiburg
- 2020: nach Heinrich Mann in einer Bühnenfassung von Matthias Kaschig; Der Untertan, Theater Erlangen
- 2020: Franz Kafka: Der Bau, Theater Erlangen
- 2020: Ferdinand Schmalz: dosenfleisch, Theater Konstanz
- 2021: Juli Zeh: Corpus Delicti, Theater im Marienbad, Freiburg
- 2022: Rebekka Kricheldorf nach F. Scott Fitzgerald: Der große Gatsby, Landestheater Detmold
- 2023: Felicia Zeller: Der Fiskus, Theater Erlangen

## Auszeichnungen
- 2019: Einladung zu den Autorentheatertagen an das Deutsche Theater Berlin: Das Haus auf Monkey Island, Staatstheater Oldenburg[4]
- 2012: Nominierung Bester Nachwuchsregisseur für Lukas Bärfuss, Parzival, Theaterheute[3]
- 2011: Nominierung Bester Nachwuchsregisseur für Marivaux, Triumph der Liebe, Theaterheute[2]
- 2010: Einladung zu den Autorentheatertagen an das Deutsche Theater Berlin: Roland Schimmelpfennig, Der Goldene Drache[5]
- 2006: Stipendiat beim Internationalen Forum des Theater-Treffens in Berlin[6]
- 2003: Einladung zur Woche Junger Schauspieler nach Bensheim: G. E. Lessing, Miss Sara Sampson[7]